# Nara (razdoblje)
Razdoblje Nara (japanski 奈良時代, Nara jidai) je razdoblje povijesti Japana koje je počelo 710. a završio 794. Počeo je kada je carica Gemmei premjestila svoju prijestolnicu u mjesto Heijō-kyō (današnji grad Nara, po kojem je razdoblje dobilo ime). Osim u petogodišnjem razdoblju (740. – 745.), kada se prijestolnica ponovno premjestila, ostao je središtem japanske države. Kraj je došao kada je car Kammu godine 784. ustanovio novu prijestolnicu Nagaoka-kyō, prije nego što se, deset godina kasnije, preselio u Heian-kyō, (današnji Kyoto), čime je započeo sljedeće razdoblje, razdoblje Heian.
Za razdoblje Nara je bilo karakteristično inzistiranje japanskog cara i državne uprave da se Japan u političkom i kulturnom smislu što više približi Kini, koja je tada uživala razdoblje izuzetne moći pod dinastijom Tang. Tako je glavni grad Nara izrađen po uzoru na kinesku carsku prijestolnicu Chang'an (današnji Xi'an), a japanski viši sloj je nastojao imitirati Kineze, bilo kroz nošenje kineske odjeće, prakticiranje budizma te uporabu kineskih slova u japanskom jeziku, od čega će se kasnije razviti kanji. 
Odbacivanje dotadašnje prakse japanskog carskog dvora da se seli u novu palaču nakon smrti prethodnog monarha je dovelo do toga da je Nara postala prvo veće naselje gradskog tipa u Japanu, a istovremeno se počeo kovati novac. Usprkos tome, kao i naporu da se država centralizira, Japan je uglavnom ostao agrarno društvo grupirano oko sela gdje su većinu činili seljaci vjerni drevnoj japanskoj religiji štovanja duhova prirode i predaka zvanih kami. U kulturnom smislu razdoblje Nara je važno, jer iz njega datiraju prva sačuvana djela japanske književnosti kao što su povijesne kronike Kojiki i Nihonshoki, kao i zbirka poezije Man'yosho.
Nara se sastojala od ovih podrazdoblja: Reikija, Yōrōa, Jinkija, Tenpyōa, Tenpyō-kanpōa, Tenpyō-shōhōa, Tenpyō-hōjija, Tenpyō-jingoa, Jingo-keiuna, Hōkija, Ten'ōa i Enryakua.